# Коккинаки, Ирина Валентиновна
Ири́на Валенти́новна Коккина́ки — российский искусствовед, архитектуровед, архитектурный критик, популяризатор архитектуры, редактор.

## Биография

### Происхождение и семья

Дед и мать Ирины Коккинаки

Внучка советского лётчика-испытателя, дважды Героя Советского Союза, генерала-майора авиации Владимира Коккинаки (1904—1985). Мать — Ирина Коккинаки (1943—2004), советский и российский архитектурный критик. Была третьей женой (разведена) актёра и телеведущего Петра Кулешова (р. 1966); дочь от совместного брака — российская журналистка Полина Коккинаки (р. 1992).
После смерти матери Ирина Коккинаки — душеприказчица своего деда Владимира Коккинаки. 28 апреля 2009 года передала в Государственный архив Российской Федерации личный архив Владимира Коккинаки, в том числе «огромный фотографический раздел <…> и личные вещи». 25 июня 2020 года обращение Ирины Коккинаки было зачитано на открытии бюста Владимира Коккинаки работы Салавата Щербакова в аэропорту Анапы, носящем имя лётчика. Образ Владимира Коккинаки и работа Щербакова в целом были утверждены Ириной Коккинаки. 7 января 2021 года, спустя тридцать пять лет после смерти Владимира Коккинаки, на доме против Ходынки, где он жил, усилиями Ирины Коккинаки появилась мемориальная доска.

### Деятельность в области искусствоведения, архитектуроведения, архитектурной критики
В 2000-х годах входила в коллектив редакции журнала «Архитектурный вестник» и активно в нём публиковалась.
Соавтор книги для детей «Мосты. Инженерное искусство» (2016, совместно с Владимиром Майоровым).
Как редактор подготовила в издательстве «Искусство XXI век» книги Марианны Верёвкиной «Письма к неизвестному» (2011), Евгении Гершкович «Агитлак» (2011), Вячеслава Локтева «Странствия архитектурного подмастерья» (2011), Александра Рябушина «Архитекторы рубежа тысячелетий. Книга вторая. Поиски и открытия» (2014), Джефа Спека «Город для пешехода» (2015).

## Участие в творческих и общественных организациях
- Член Ассоциации искусствоведов[5]

## Премии
- В 2005 году в составе коллектива редакции журнала «Архитектурный вестник» получила премию Союза московских архитекторов «Золотое сечение» «за активную работу в области пропаганды отечественной архитектуры и градостроительства»[6]